# Santiago Carlos Oves
Santiago Carlos Oves (Buenos Aires, 14 de setembro de 1941 - 2 de maio de 2010) foi um cineasta e roteirista argentino.

## Filmografia
Como director
- La mujer que estaba sola y se cansó de esperar (2010)
- Fantasmas de la noche (2009)
- Ángeles del cine (2005)
- Conversaciones con mamá (2004)
- Cuentos clásicos de terror (2004) TV
- Gallito Ciego (2001)
- Asesinato a distancia (1998)
- El verso (1996)
- El príncipe azul (1988) (TV)
- Revancha de un amigo (1987)